# 12 سبتمبر
- السبت
- الأحد
- الاثنين
- الثلاثاء
- الأربعاء
- الخميس
- الجمعة

- 307 ربيع الأول 1447  هـ
- 318 ربيع الأول 1447  هـ
- 19 ربيع الأول 1447  هـ
- 210 ربيع الأول 1447  هـ
- 311 ربيع الأول 1447  هـ
- 412 ربيع الأول 1447  هـ
- 513 ربيع الأول 1447  هـ
- 614 ربيع الأول 1447  هـ
- 715 ربيع الأول 1447  هـ
- 816 ربيع الأول 1447  هـ
- 917 ربيع الأول 1447  هـ
- 1018 ربيع الأول 1447  هـ
- 1119 ربيع الأول 1447  هـ
- 1220 ربيع الأول 1447  هـ
- 1321 ربيع الأول 1447  هـ
- 1422 ربيع الأول 1447  هـ
- 1523 ربيع الأول 1447  هـ
- 1624 ربيع الأول 1447  هـ
- 1725 ربيع الأول 1447  هـ
- 1826 ربيع الأول 1447  هـ
- 1927 ربيع الأول 1447  هـ
- 2028 ربيع الأول 1447  هـ
- 2129 ربيع الأول 1447  هـ
- 2230 ربيع الأول 1447  هـ
- 231 ربيع الآخر 1447  هـ
- 242 ربيع الآخر 1447  هـ
- 253 ربيع الآخر 1447  هـ
- 264 ربيع الآخر 1447  هـ
- 275 ربيع الآخر 1447  هـ
- 286 ربيع الآخر 1447  هـ
- 297 ربيع الآخر 1447  هـ
- 308 ربيع الآخر 1447  هـ
- 19 ربيع الآخر 1447  هـ
- 210 ربيع الآخر 1447  هـ
- 311 ربيع الآخر 1447  هـ

12 سبتمبر أو 12 أيلول أو يوم 12 \ 9 (اليوم الثاني عشر من الشهر التاسع) هو اليوم الخامس والخمسون بعد المئتين (255) من السنوات البسيطة، أو اليوم السادس والخمسون بعد المئتين (256) من السنوات الكبيسة وفقًا للتقويم الميلادي الغربي (الغريغوري). يبقى بعده 110 يوما لانتهاء السنة.

## أحداث
- 622 - ذكرى هجرة الرسول محمد من مكة إلى المدينة المنورة حسب التقويم الميلادي.
- 1683 - انهيار آخر محاولات العثمانيين لغزو عاصمة الإمبراطورية النمساوية فيينا.
- 1943 -
  - قوات المغاوير الألمانية النازية تقوم بعملية لإنقاذ الزعيم الإيطالي بينيتو موسوليني من منفاه، حيث كان تحت الإقامة الجبرية في جبل جران ساسو في إيطاليا ونقله بطائرة إلى ميونخ، حيث أعلن من هناك من خلال الإذاعة الألمانية بأنه زعيم إيطاليا الأوحد.
  - قوات حكومة فرنسا الحرة تستولي على جزيرة كورسيكا الفرنسية بعد طرد قوات حكومة فيشي وقوات ألمانيا النازية منها.
- 1944 - التوقيع على «بروتوكول لندن» الذي قسم برلين إلى أربعة قطاعات يتبع كل قطاع دولة من دول الحلفاء.
- 1950 - الحكومة البلجيكية تطرد جميع موظفي الحكومة الشيوعيين من وظائفهم.
- 1953 - الزعيم السوفيتي نيكيتا خروتشوف يصبح أول سكرتير عام للحزب الشيوعي، وبذلك أصبح يجمع بين المنصب الجديد ورئاسة الاتحاد السوفيتي.
- 1962 - الرئيس الأمريكي جون كينيدي يعلن أن الولايات المتحدة ستهبط على سطح القمر بنهاية العقد.
- 1970 - أول طائرة كونكورد تصل إلى مطار هيثرو في لندن قادمة من تولوز في فرنسا حيث كان يجري تجميعها، في أول رحلة لهذه الطائرة الأسرع من الصوت.
- 1980 - انقلاب عسكري في تركيا بقيادة كنعان أفرين.
- 1994 - أول إصدار لمتصفح الوب نتسكيب.
- 2003 - الأمم المتحدة ترفع العقوبات الاقتصادية عن ليبيا بعد موافقة الأخيرة على دفع تعويضات تقدر بحوالي 2.7 مليار دولار لضحايا طائرة بان آم.
- 2005 - افتتاح مدينة ديزني لاند هونغ كونغ.
- 2009 - حركة الشاي تنظم مسيرة دافعي الضرائب في واشنطن.
- 2010 - إجراء استفتاء في تركيا على تعديلات دستورية إقترحتها حكومة رجب طيب أردوغان تقلل من سيطرة الجيش والقضاء، وقد وافق الأتراك على هذه التعديلات.
- 2012 - المؤتمر الوطني العام في ليبيا ينتخب مصطفى أبو شاقور رئيسًا للحكومة بعد حصوله على 96 صوتًا، متقدما على منافسه محمود جبريل الذي حصل على 94 صوتًا.
- 2013 - ناسا تؤكد أن المسبار الفضائي فوياجر 1 غادر في حوالي 25 أغسطس 2013 حدود المجموعة الشمسية بعد رحلة استمرت 36 سنة ووصل منطقة الوسط بين نجمي وهو بذلك أول جسم مصنوع من قبل الإنسان يصل إلى هذا المكان.
- 2017 - شركة أبل تكشف النقاب عن هاتفي الآي فون X والآي فون 8.
- 2018 - ويكيبيديا العربية تصل إلى أكثر من 600 ألف مقالة.
- 2019 - الإعلان عن اكتشاف بخار الماء في جو كوكب K2-18b خارج المجموعة الشمسية، وهو أول اكتشاف من نوعه في كواكب المنطقة الصالحة للحياة.
- 2022 - مقتل ما يزيد عن 170 جنديًا بعد تجدد الاشتباكات الحدودية بين أرمينيا وأذربيجان.

## مواليد
- 1492 - لورينزو دي ميديشي، حاكم فلورنسا.
- 1494 - الملك فرانسوا الأول، ملك فرنسا.
- 1565 - هنري هدسون، مستكشف إنجليزي.
- 1852 - هربرت أسكويث، رئيس وزراء المملكة المتحدة.
- 1880 - هنري لويس منكن، صحفي أمريكي.
- 1891 - آرثر سولزبرجر، ناشر وصحفي أمريكي.
- 1897 - إيرين جوليو-كوري، عالمة كيمياء فرنسية حاصلة على جائزة نوبل في الكيمياء عام 1935.
- 1902 - جوسيلينو كوبيتشيك، رئيس البرازيل.
- 1921 - ستانيسواف لم، كاتب بولندي.
- 1930 - أكيرا سوزوكي، عالم كيمياء عضوية ياباني حاصل على جائزة نوبل في الكيمياء عام 2010.
- 1931 - إيان هولم، ممثل إنجليزي.
- 1941 - أحمد سمير، مذيع مصري.
- 1946 - جليلة محمود، ممثلة مصرية.
- 1949 - شوقي عبد الأمير، شاعر ودبلوماسي عراقي.
- 1951 -
  - بيرتي أهرن، سياسي أيرلندي.
  - جو بانتوليانو، ممثل أمريكي.
- 1957 - كاظم الساهر، مغني وملحن عراقي.
- 1957 - هانز زيمر، موسيقي ألماني.
- 1960 - حسين السكاف ناقد وروائي عراقي
- 1961 - ميلين فارمر، مغنية فرنسية.
- 1966 -
  - خالد النبوي، ممثل مصري.
  - وفاء مكي، ممثلة مصرية.
- 1967 - جيسون ستاثام، ممثل إنجليزي.
- 1969 - فايز المالكي، ممثل سعودي.
- 1973 -
  - محمد الشقنقيري، ممثل مصري.
  - بول واكر، ممثل أمريكي.
- 1974 - نونو فالينتي، لاعب كرة قدم برتغالي.
- 1976 - ماسيي زورافسكي، لاعب كرة قدم بولندي.
- 1977 - ديفيد تومبسون، لاعب كرة قدم إنجليزي.
- 1980 - هيرويوكي ساوانو، ملحن ياباني.
- 1981 - هوار ملا محمد، لاعب كرة قدم عراقي.
- 1984 - نشأت أكرم، لاعب كرة قدم عراقي.
- 1986 - إيمي روسوم، ممثلة ومغنية أمريكية.
- 1992 - رجاء بلمير، مغنية مغربية.
- 1994 - راب مونستر، مغني كوري جنوبي.
- 1999 - عبدالله الحمدان، لاعب كرة قدم سعودي.

## وفيات
- 1683 - الملك ألفونسو السادس، ملك مملكة البرتغال.
- 1764 - جون فيليب رامو، موسيقي فرنسي.
- 1836 - كريستيان ديتريش جرابه، كاتب ألماني.
- 1955 - محمد البزم، لغوي وشاعر سوري.
- 1981 - أوجينيو مونتالي، شاعر إيطالي حاصل على جائزة نوبل في الأدب عام 1975.
- 1993 - بليغ حمدي، موسيقي مصري.
- 1994 - سالم كبارة، سياسي لبناني.
- 2003 -
  - جوني كاش، مغني أمريكي.
  - عفيفة الحصني، مدرسة وشاعرة سورية.
- 2009 -
  - نورمان بورلوج، مهندس زراعي أمريكي حاصل على جائزة نوبل للسلام عام 1970.
  - ردينة معلا، سباحة سورية.
- 2011 - محمد غني حكمت، نحات عراقي.
- 2014 -
  - صالح المهدي، ملحن وموسيقار تونسي.
  - عاطف عبيد، رئيس وزراء مصري.
  - أحمد رجب، كاتب وصحفي مصري.
- 2018 - رشيد طه، مغني جزائري.
- 2021 - فاروق الجمعات، ممثل سوري.

## أعياد ومناسبات
- اليوم الوطني في الرأس الأخضر.
- عيد الثورة الوطنية في إثيوبيا.
- رأس السنة الإثيوبية إذا كانت سنة كبيسة.

## وصلات خارجية
- وكالة الأنباء القطريَّة: حدث في مثل هذا اليوم.
- النيويورك تايمز: حدث في مثل هذا اليوم.
- BBC: حدث في مثل هذا اليوم.